# Baltic Star
Baltic Star (wcześniej: Makler; JAS 1; HEL 25; GDY 57; ŁEB 40; KP 61) – polski kuter żaglowy, wykonany z dębiny, najstarszy z kutrów drewnianych  i jedna z najstarszych drewnianych łodzi żaglowych zbudowanych w Polsce (obok Antici, Arka, Bonawentury, Bryzy H, Generała Zaruskiego, czy Zjawy IV). Armatorem jachtu jest obecnie POLsail.

## Historia

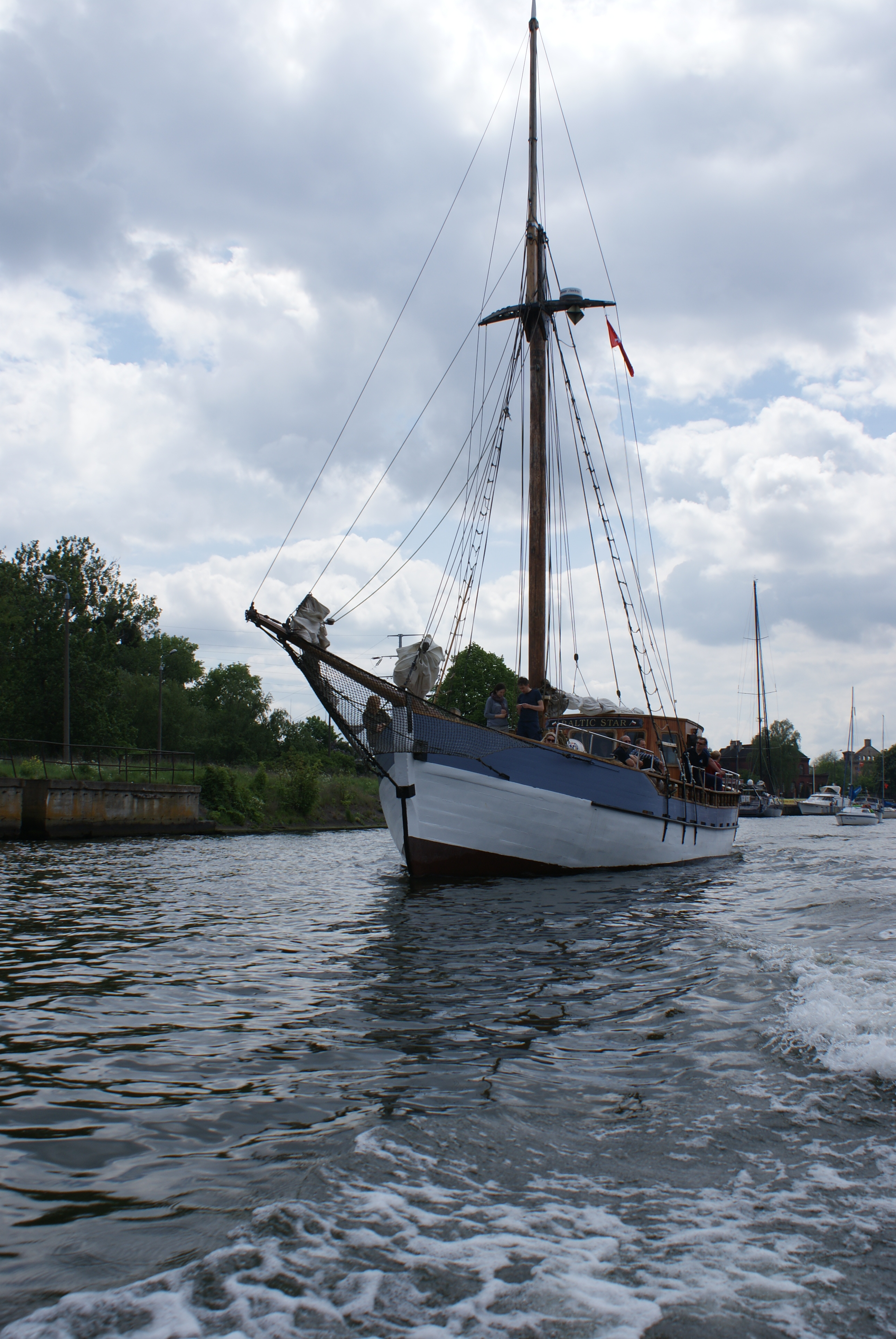
Baltic Star

Baltic Star powstała w 1947 roku w Darłowie jako użaglowiony kuter rybacki typu KD-153. Stocznia Rybacka w Darłowie wybudowała 10 takich kutrów oznaczanych początkowo Mayerform 15 m, a potem KD-153. Budowano je na wzór niemieckich kutrów, których częściowo zbudowane kadłuby pozostały w stoczni "Franz Goetz Bootswerft" w Rügenwalde (ob. Darłowo). Jednostki o numerach budowy 1/405 i 3/405 (początkowo Nr 4) były de facto odbudowywanymi jednostkami poniemieckimi. Od numeru 4 do 11 były to kutry budowane od podstaw. Projekt miał następujące wymiary: długość - 15,32 m (12,86 m na linii wodnej), szerokość - 4,956 m (4,64 m na linii wodnej), wysokość kadłuba - 2,30 m, zanurzenie konstrukcyjne - 1,55 m (stąd wolna burta - 0,75 m, zanurzenie maksymalne - 1,95 m). Wyporność konstrukcyjna to 31,6 m³ (kuter MIR 20a miał wyporność równą 44 m³), a powierzchnia ożaglowania - 62,8 m². Jednostki były budowane od października 1945 do zamknięcia stoczni w marcu 1948.
Po wybudowaniu, przez kolejne lata, Baltic Star służyła rybakom z Darłowa, aby w latach pięćdziesiątych trafić do Wojsk Ochrony Pogranicza jako jednostka dozorowa KP 61. Pod koniec lat sześćdziesiątych, zdemobilizowana wróciła do połowu ryb (kolejno w portach w Łebie, Władysławowie, Górkach Wschodnich i Jastarni) czym trudniła się aż do późnych lat siedemdziesiątych. Po wycofaniu z połowów trafia w ręce pasjonata i już jako Makler funkcjonowała jako jednostka rekreacyjna. Następnie została przebudowana i zmieniła nazwę. Przed ukończeniem przebudowy w roku 1997 przez Wojciecha Duboisa z Kołobrzegu, jednostka należała kilkakrotnie do banków, a także była własnością Szkota i Irlandczyka. Kolejne lata związane są z kołobrzeskimi wyprawami na dorsza oraz udziałem w rozlicznych zlotach żeglarskich - od Flensburga do Karlskrony. W 2014 trafia do Gdańska, gdzie corocznie spotkać ją można na zlotach Sail Gdańsk. Program odwiedzanych przez jednostkę festiwali żeglarskich obejmuje również Rostock, Kłajpedę, Szczecin, Świnoujście czy Rygę.

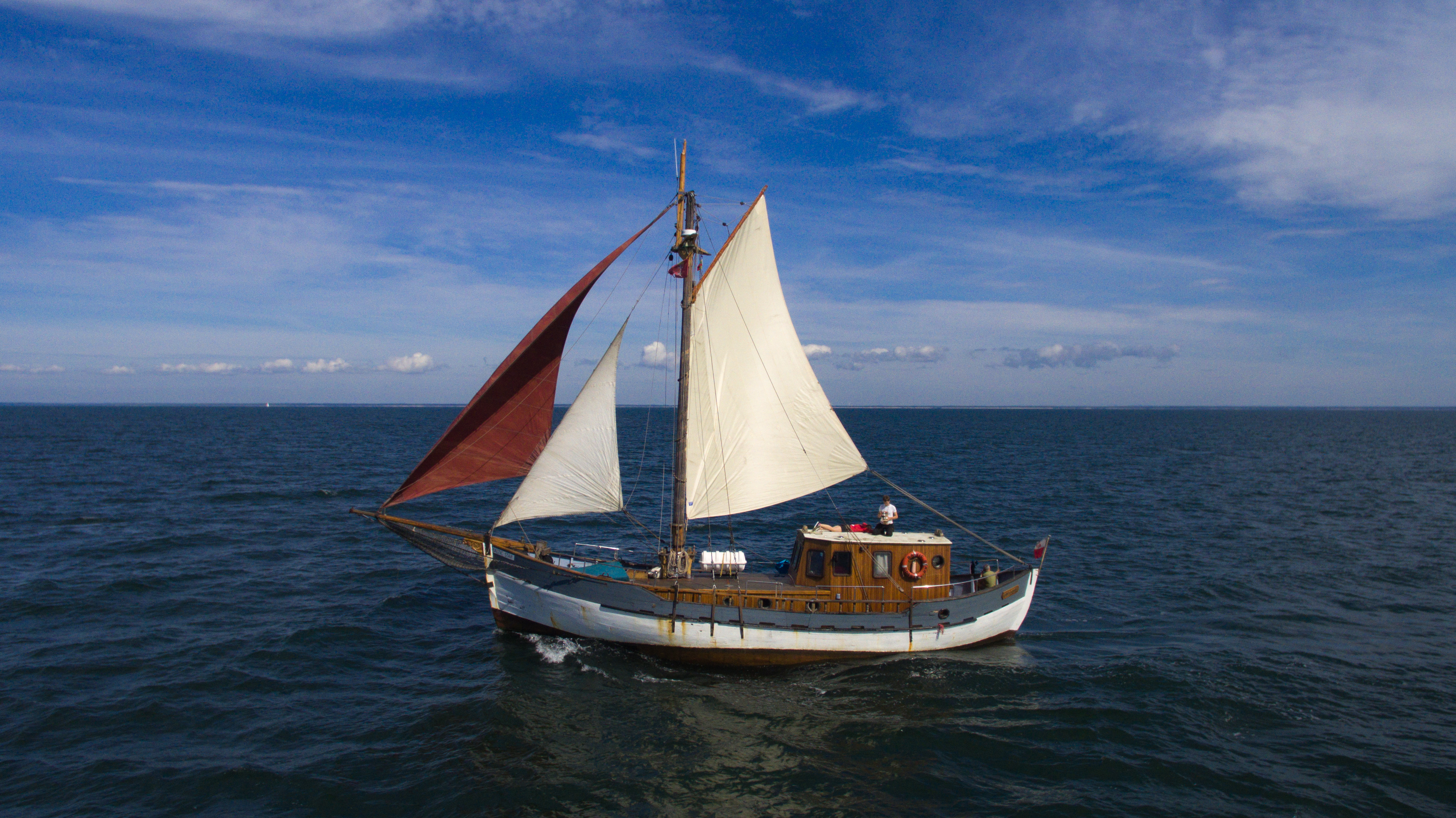
Baltic Star

Kuter przeszedł intensywne zabiegi rekonstrukcyjno-remontowe, obejmujący pracami dno, nowy maszt, olinowanie, a także żagle. W 2016 r. został odznaczony Listem Morskim Prezydenta Gdańska, w roku 2017 obchodził siedemdziesięciolecie powstania Jest obecnie najstarszą zbudowaną w Polsce drewnianą jednostką pływającą noszącą miano "traditional ship", czyli statku służącego do pracy lub szkoleniu na morzu.